# 莫洛姆
莫洛姆（法語：Molosmes，法語發音：[mɔlom]）是法国勃艮第-弗朗什-孔泰大区约讷省的一个市镇，位于该省中东部偏北，属于阿瓦隆区。

## 地理
莫洛姆（47°53'12"N, 4°2'37"E）面积24.51 平方千米，位于法国勃艮第-弗朗什-孔泰大區约讷省，该省份为法国中北部内陆省份，西接卢瓦雷省，西北接塞纳-马恩省，南至涅夫勒省，东临科多尔省，东北与奥布省接壤。
与莫洛姆接壤的市镇（或旧市镇、城区）包括：库斯格雷、利涅尔、舍内、达讷穆瓦讷、埃皮讷伊、梅利塞、阿尔芒松河畔圣马丹、托内尔。

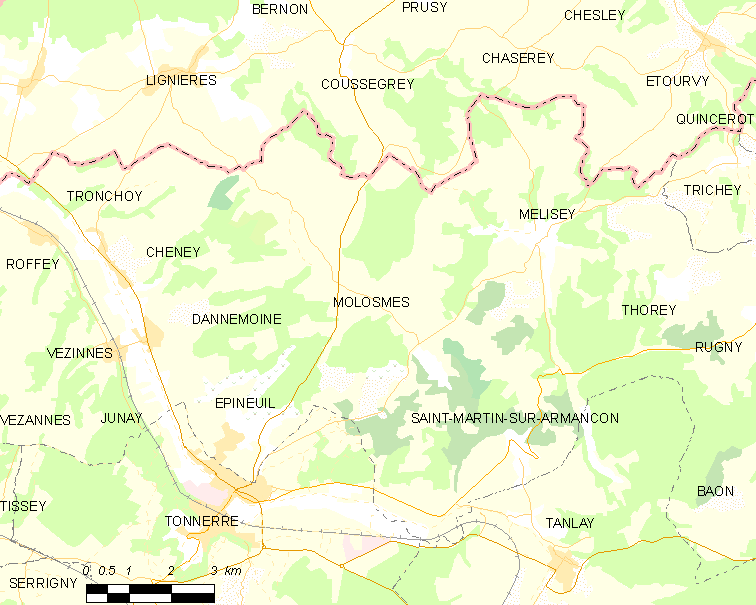
莫洛姆的OSM定位图

莫洛姆的时区为UTC+01:00、UTC+02:00（夏令时）。

## 行政
莫洛姆的邮政编码为89700，INSEE市镇编码为89262。

## 政治
莫洛姆所属的省级选区为托内鲁瓦县。

## 人口

1962-2008年间莫洛姆人口变化图示

莫洛姆于2022年1月1日时的人口数量为160人。